# Almería (provincie)

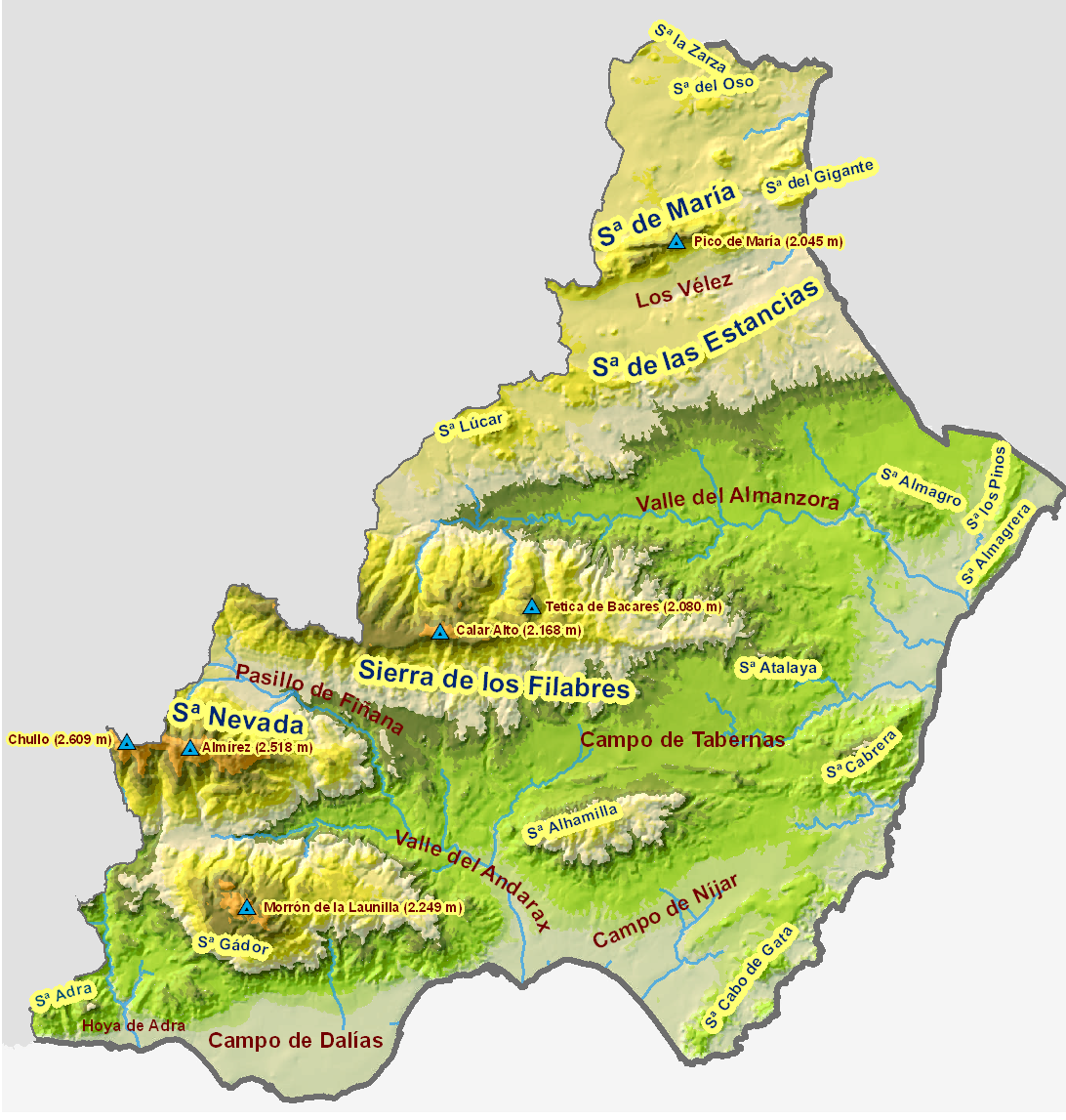
Reliëf van Almería

De indalo is het informele symbool van de provincie

Almería is een provincie van Spanje en maakt deel uit van de regio Andalusië. De provincie heeft een oppervlakte van 8775 km². De provincie telde 716.820 inwoners in 2019, verdeeld over 102 gemeenten.
Hoofdstad van Almería is Almería.
Omdat het woestijnlandschap en klimaat lijkt op het landschap in het zuidwesten van de Verenigde Staten zijn er in de jaren zestig vele spaghettiwesterns als Il buono, il brutto, il cattivo en Per un pugno di dollari opgenomen. In de omgeving van Tabernas zijn enkele western-steden gebouwd.

## Geschiedenis
In de jaren '60 was de provincie het toneel van de spagettiwesterns die Sergio Leone en Clint Eastwood er opnamen.
In 1966 vond bij Palomares een botsing plaats van twee Amerikaanse bommenwerpers, waardoor er atoombommen op land of in de zee voor de kust terechtkwamen. Een groot gebied moest worden afgezet en werd onbruikbaar voor bewoning of economisch gebruik.

## Economie
Sinds 1962 is de provincie een centrum van tuinbouwgeworden in de befaamde plastic kassen. Het gebied wordt daarom de "Mar de plástico" (zee van plastic) genoemd, of ook wel de "huerta de Europa" (tuin van Europa). Vanop twee kilometer hoogte is het grootste overdekte gebied ter wereld voor commerciële tuinbouw te zien als een witte vlek. In het zuidelijkste deel van de Spaanse provincie Almeria bedekken plastieken kassen een terrein van twintig vierkante kilometer. Op deze oppervlakte overleefden in de periode rond 8.000 jaar voor Christus – theoretisch althans - ongeveer twee jager-verzamelaarsgroepen van de jacht en de vruchtenpluk, ruim gerekend gaat het om een kleine honderd mensen. Nu voedt ‘hun territorium’ miljoenen Europese monden tot in Scandinavië. Seizoen of geen seizoen. Onder die plastieken zee (de "Mar de plástico") produceren Spaanse kwekers en Afrikaanse dagloners jaarlijks zo'n drie miljoen ton of 3.000.000.000 kilogram groenten: tomaten, aubergines, paprika’s, sperziebonen, meloenen en ander fruit. In de lage ruimtes lopen de temperatuur op tot boven de veertig graden.
Dit soort massaoogsten met de voedselgarantie voor groeiende populaties zijn mogelijk door de ontwikkelingen in de kunstmest-industrie die fosfor en stikstof introduceren. Vooral dit laatste element bleek lange tijd problematisch. Op het einde van de demografisch boomende negentiende eeuw, waarschuwt de schei- en natuurkundige William Crookes (1832–1919) in de Malthusiaanse traditie voor ‘een dodelijk risico op voedseltekorten’ die ‘alle beschaafde naties’ zal treffen als de wetenschap niet dringend ingrijpt. Als voorzitter van de Britisch Association for the Advancement of Science acht hij de fixatie van stikstof een noodzakelijke beschavingsopdracht. Tussen 1908 en 1913 slagen Fritz Haber, Robert Le Rossignol, BASF en Carl Bosch erin om stikstof via de ammoniakproductie te operationaliseren en financieel rendabel te maken met wat tot op heden het Haber-Boschproces heet. Na de Tweede Wereldoorlog draait het proces wereldwijd op volle toeren ten behoeve van de kunstmest. In zestig jaar tijd, van 1950 tot 2010 stijgt die van 4,8 miljoen tot 100 miljoen ton.

## Symbologie
De indalo is het informele symbool van de provincie. Mensen in de provincie zelf, maar ook Almerianen die elders wonen, beelden het vaak op hun huis af, het liefst bij de voordeur. Er bestaat verder veel merchandise met de indalo.

## Bestuurlijke indeling
De provincie Almería bestaat uit 7 comarca's die op hun beurt uit gemeenten bestaan. De comarca's van Almería zijn:
| De 7 Comarca's van de provincie Almería |  | - Valle del Almanzora - Comarca Metropolitana de Almería - Alpujarra Almeriense - Los Filabres - Tabernas - Levante Almeriense - Comarca de los Vélez - Poniente Almeriense |

Zie voor de gemeenten in Almería de lijst van gemeenten in provincie Almería.

## Demografische ontwikkeling
Bron: INE
Opm: Bevolkingscijfers in duizendtallen